# ブケッラリイ
ブケッラリイ、ブケラリイ (ラテン語: Bucellarii sg. Bucellarius ギリシア語: Βουκελλάριοι 「ビスケットを食らう者」の意) は、古代末期ローマ帝国に存在した護衛部隊の組織。高位の軍人（フラウィウス・アエティウスやベリサリウスなど）や高位の文官によって雇用された。

## 名称
この名前は、彼らが食していたブッケッラトゥム (buccellatum)と呼ばれるパンのような糧食に由来している。ブケッラリイという用語はホノリウス帝 (在位: 395年–423年)の時代に一般に用いられるようになった。

## 概要と歴史
ジョン・コールストンによれば、ノティティア・ディグニタートゥムにブケッラリイ1連隊の記載がみられる。ブケッラリイが設立された背景には、ローマ帝国で「官吏による武装随員の使役」が増加したことがある。それゆえ、もはや皇帝権力が暴力を独占できなくなった世情とも関連していると言える。ブケッラリイは指揮官と強い結びつきを持ち、指揮官同士の抗争のみならず、帝国や宮廷、皇帝と争うときにも自分の指揮官を支えた。例えばホノリウス帝からイタリアを奪おうとしたヘラクリアヌスの軍勢の中には、彼に従うブケッラリイの姿があった。
コールストンによれば、ブケッラリイは5世紀・6世紀のローマ軍における最精鋭騎兵であり、「ローマ人、ペルシア人、ゴート人、フン族、その他の者たちから募集された」。コンスタンティウス3世の未亡人としてガッラ・プラキディアが受け継いだ軍勢に関する記述に見られるように、「蛮族」出身の兵士がローマ軍に参加していたことはよく知られている。詩人のクラウディアヌスもブケッラリイを、軍人、政治家、将軍（スティリコやアエティウス、近衛隊長官ルフィヌスなど）が使った蛮族の軍隊として描写している。
ブケッラリイは一般に最も高い俸給を受け、帝国の工場で作られた最も良質な装備を身に着けていた。一部の文献は、ブケッラリイが傭兵団であり、その指導者も金目当ての傭兵隊長であったとしている。これは、6世紀から7世紀にイタリアで活動した軍勢に限って当てはまる説明である。